# 발군디
발군디(Ctenodactylus vali)는 군디과에 속하는 설치류의 일종이다. 북아프리카 두 군데의 분리된 지역에 널리 분포하는 것으로 알려져 있다.

## 특징
발군디는 군디과의 다른 종들 특히 회색의 부드러운 은색 털을 가진 커먼군디와 아주 유사하며, 기니피그를 닮았다. 둥근 귀와 둥근 눈, 작고 단단하며 뭉툭한 콘를 기진 몸과 짧은 다리와 짧은 목 그리고 짧고 부드러운 털의 꼬리를 갖고 있다.

## 분포
발군디는 두 군데의 고립된 개체군에서 발견된다. 서부 개체군은 모로코 북동부 극단과 알제리 북서부 인접 지역에 분포하며, 알제리 커자스에서 기록된 적이 있다. 두번째는 동부 개체군으로 리비아 북서부에 분포하며 동쪽으로 약 1,000km 떨어져 있다. 서부 해발 고도 약 1,000m 고원에서 발견된다.

## 생태
발군디는 바위 서식지에서 발견되며, 바위 균열과 바위 틈을 은신처로 사용한다. 커먼군디와 비교하여, 건조 사막 지대에서 서식하며 덜 사회적이어서 무리를 잘 짓지 않고 좀더 고립 생활을 한다. 수컷과 암컷은 11월부터 1월까지 짝짓기철에 두 마리만 함께 생활한다. 일반적으로 주행성 동물이지만, 일몰 후에 짧은 기간 동안 활동하기도 한다. 56일의 임신 기간을 가지며, 한 번에 한 마리부터 세 마리까지 낳고, 암컷은 1년에 두 번 또는 세 번까지 새끼를 낳는다. 새끼들은 다음 새끼가 태어날 때가 되면 독립적인 생활을 한다. 발군디는 암반 지역과 건조 서식지에 제한적으로 분포하는 것으로 간주되며, 이는 커먼군디와 경쟁한 결과이다.

## 분류학 및 이름
발군디는 커먼군디의 아종으로 간주되었지만, 연구를 통해 형태학과 습성 상 독특한 종으로 밝혀졌다. 이름은 사람보다는 현지에서 사용되던 단어에서 유래했으며, 종소명 "발리"(vali)도 "군디"(gundi)와 마찬가지로 현지에서 불리던 이름으로 추정된다.

## 보전 상태
발군디는 종 분포 또는 개체군의 수와 개체수에 대한 실질적인 정보가 없어 종의 정확한 보존 상태에 대해 확인하기 어렵기 때문에 현재 정보부족종으로 분류되고 있다. 종에 대한 위협 요인이 없기 때문에 실제로는 관심대상종으로 추정하기도 한다.